# Grupa trifenylometylowa

Grupa trytylowa

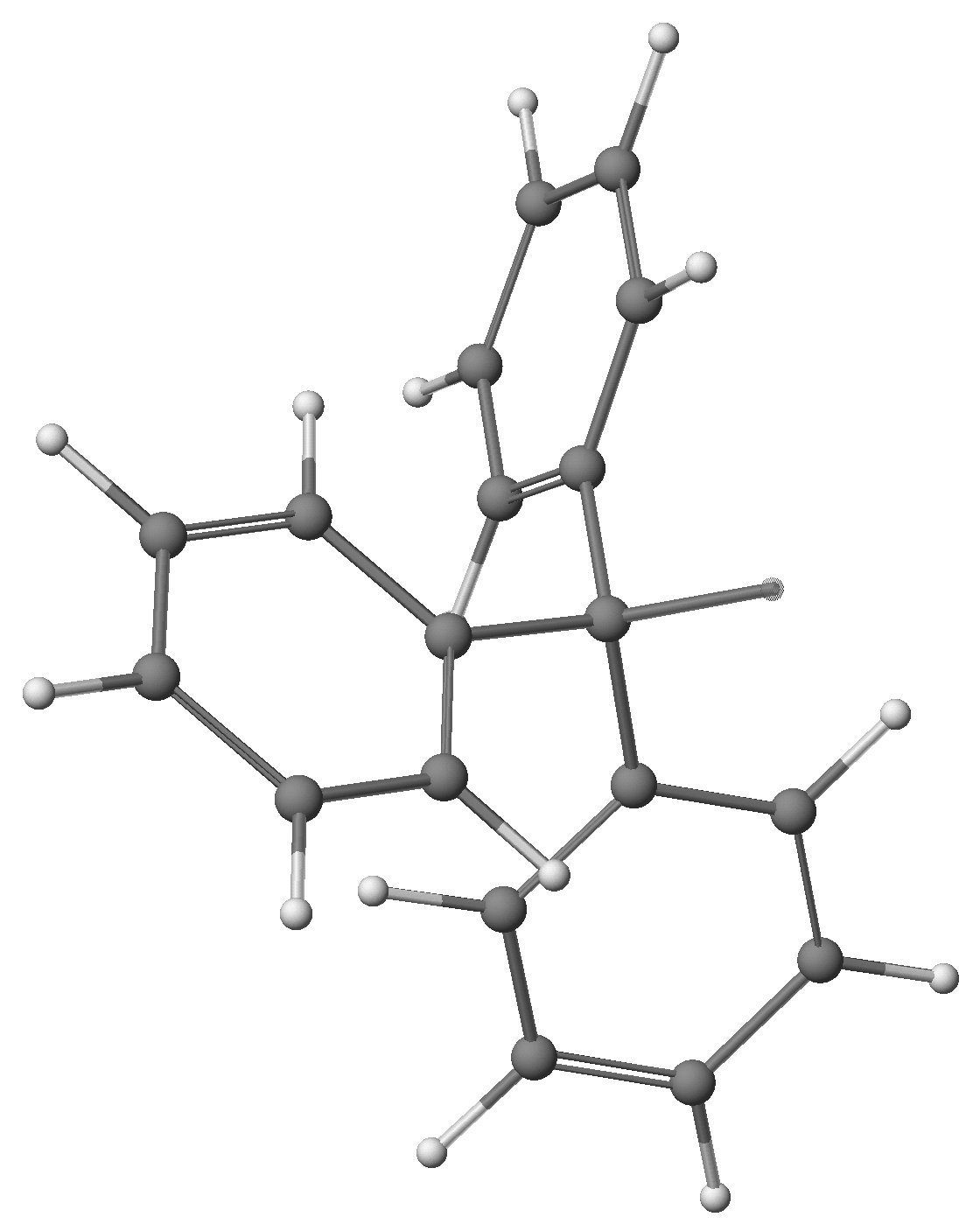
Grupa trytylowa - projekcja przestrzenna

Grupa trifenylometylowa (grupa trytylowa, trytyl, Tr) – aromatyczna grupa funkcyjna pochodząca od trifenylometanu (Ph3CH, TrH).
Grupa trytylowa stanowi dużą zawadę przestrzenną, ponieważ do jednego atomu węgla przyłączone są trzy również sporych rozmiarów grupy fenylowe. Jest to zatem trzeciorzędowa grupa alkilowa z trzema podstawnikami arylowymi. W strukturze grupy trytylowej atom węgla łączący trzy grupy fenylowe jest połączony z czwartą dowolną grupą funkcyjną (alkilową, halogenkiem, aminową itd.) czyli jest czterowiązalny co nadaje mu hybrydyzację sp3.
Rodnik trytylowy oraz karbokation trytylowy to jedne z najtrwalszych znanych rodników i karbokationów. Ich trwałość wynika z mezomerycznej delokalizacji ładunku na trzy grupy fenylowe w związku z czym środkowy atom węgla przyjmuje hybrydyzację zbliżoną do sp2. W przypadku rodnika niesparowany elektron znajduje się na niezhybrydyzowanymi orbitalu p, w przypadku karbokationu orbital ten pozostaje nieobsadzony elektronami.
Grupa trytylowa oraz jej p-metoksylowe pochodne (monometoksytrytyl MMTr, dimetoksytrytyl DMTr, rzadziej trimetoksytrytyl TMTr) są powszechnie stosowane jako kwasolabilne grupy blokujące reszty hydroksylowe, tiolowe i aminowe w syntezie organicznej, m.in. podczas otrzymywania modyfikowanych nukleozydów oraz w chemicznej syntezie oligonukleotydów. Grupy te wprowadza się zazwyczaj w reakcji alkilowania za pomocą chlorku trytylu lub odpowiedniej pochodnej, a usuwa działaniem kwasu protonowego lub Lewisa. Każda grupa p-metoksylowa (CH3O-) zwiększa labilność danej grupy trytylowej ok. 10×. Wytworzone pod wpływem kwasu kationy trytyliowe mają intensywne zabarwienie, od żółtego dla Tr+, poprzez pomarańczowe dla MMTr+ i DMTr+, do czerwonego dla TMTr+. Wprowadzenie innych podstawników pozwala na uzyskiwanie kationów trytylowych koloru zielonego, niebieskiego, fioletowego, czarnego i in., umożliwiając kolorymetryczne kodowanie związków.